# Método madre canguro

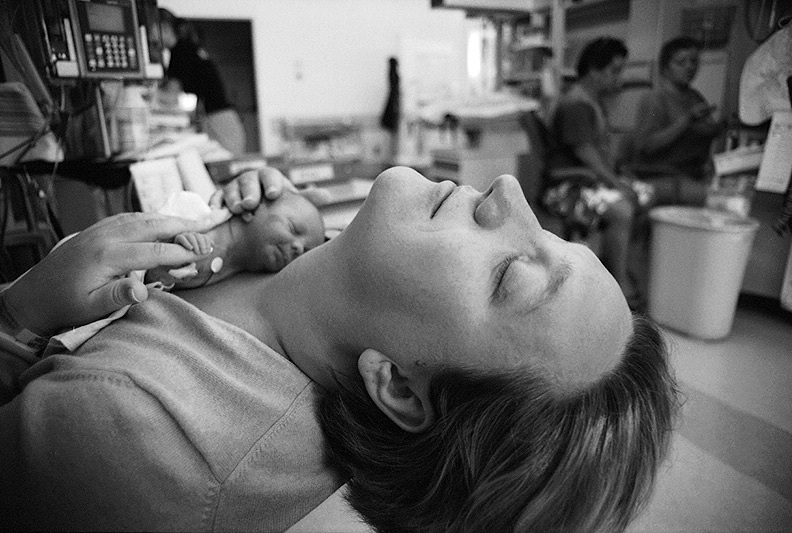
Neonato y madre canguro durmiendo en posición semisentada.

El Método Madre Canguro (MMC) es una técnica de atención del neonato en situación de bajo peso al nacer y/o prematurez que se fundamenta en el contacto piel a piel entre la madre y el bebé y los cuidados que en alimentación, estimulación y protección que aquella provee a este. El contacto piel a piel también puede ser brindado por el padre u otro adulto.
El MMC cubre eficazmente las necesidades de los neonatos en calor, alimentación (lactancia materna), protección frente a infecciones, estimulación, seguridad y amor, siendo su eficacia similar, e inclusive superior en determinadas circunstancias, que los cuidados tradicionales en incubadoras o radiadores de calor, si se comparan en términos de mortalidad y morbilidad. Así mismo, reduce significativamente la estancia hospitalaria y los costos del cuidado de los neonatos con bajo peso al nacer. Su indicación principal está dada en neonatos estables, es decir, aquellos que pueden respirar por sí mismos y no cursan con enfermedades graves,
Su nombre se deriva de la similitud de esta técnica con el desarrollo extrauterino que realizan los canguros neonatos (y en general todos los marsupiales), los cuales después de salir del útero terminan su desarrollo agarrados de las glándulas mamarias que se encuentran al interior de la bolsa marsupial (o marsupio) de la madre.

## Historia

### Desarrollo inicial
En 1976 Peter de Chateau en Suecia fue el primero en describir el contacto madre-hijo, sin hacer referencia al contacto piel con piel. Klaus y Kennell en los Estados Unidos se encontraban trabajando en el mismo tema, usando un término más conocido como el de «vínculo madre e hijo». El primer trabajo publicado donde se usa el término contacto piel-piel fue por Thomson en 1979, haciendo referencia al trabajo previo de Chateau.
Las investigaciones en Suecia y Estados Unidos eran contemporáneas o inclusive precedían al Método Madre Canguro implementado en 1978 por Edgar Rey Sanabria, neonátologo colombiano, en la ciudad de Bogotá; no obstante es a partir de su trabajo que el método se hace conocido ampliamente. 
El doctor Edgar Rey Sanabria se desempeñaba como neonatólogo y profesor en el Instituto Materno infantil, institución de carácter público y uno de los principales centros de práctica de la Universidad Nacional de Colombia. Para finales de la década de los setenta, el instituto se encontraba en una situación crítica, en tanto era un centro de primer nivel de atención que cubría la demanda en ginecobstétricia y neonatología de gran parte de la población de bajos recursos de la ciudad; en ese sentido, la gran cantidad de bebés y los bajos recursos disponibles generaron hacinamiento y alta mortalidad entre los recién nacidos de bajo peso, ocasionada por la poca disponibilidad de estos dispositivos debido a la frecuente necesidad de hacer uso de un solo dispositivo para varios niños, aumentando la propensión al desarrollo de infecciones entre los neonatos.
Dada la situación, en 1978 el doctor Rey propuso una nueva estrategia para el cuidado de los recién nacidos [cita requerida] que ya habían superado la etapa crítica de adaptación a la vida extra-uterina, estrategia consistente en iniciar una interacción temprana entre la madre y el recién nacido, junto con un fuerte estímulo a la lactancia materna y una pronta alta hospitalaria para continuar con la estrategia ambulatoriamente. La estrategia, mirada inicialmente con reticencia, empezó a tener resultados al disminuir la mortalidad, por lo que el doctor Rey continuó desarrollando el concepto.
El primer trabajo documentado de la labor del doctor Rey y el método canguro se da en 1981
La llegada a la dirección del departamento de Pediatría de la Universidad Nacional de Colombia por parte del doctor Rey, y las reformas que este estableció para reestructurar las secciones del departamento potenció el desarrollo del método madre canguro. 
El manejo ambulatorio de los niños prematuros fue manejado inicialmente  en compañía de los residentes de pediatría y pasó posteriormente a manos del Dr. Héctor Martínez. A medida que se adquiría experiencia, se desarrollaban los conceptos y características básicos del método Madre Canguro, en especial el establecer como pilares fundamentales del método la lactancia materna y el contacto piel a piel entre la madre y el bebé. Además, se establecieron diversos aspectos prácticos del método, como la posición del neonato respecto a la madre, que inicialmente era lateral pero posteriormente se prefirió en posición de "rana" (abducción y flexión de los muslos con flexión de las piernas) como prevención en los problemas de cadera. También, el manejo del reflujo gastroesofágico, con medidas farmacológicas (metoclopramida) y la posición de la madre (estar vertical durante el día y dormir en posición semisentada).

### Consolidación
Posteriormente, desde 1979 el Dr. Héctor Martínez Gómez se hizo cargo del programa. En 1982 el Dr. Luis Hernán Navarrete se vinculó al programa.  
El programa llamó la atención de profesionales de la salud de habla inglesa relacionándose en un artículo por Whitelaw y Sleath en 1985. Gene Cranston Anderson y Susan Ludington fueron fundamentales introduciendo el método en Norteamérica. 
El método Madre Canguro llamó la atención del gobierno Colombiano durante el mandato de Belisario Betancourt a través de la esposa del presidente, Rosa Elena de Betancourt, y de la ministra de Salud María Teresa Forero. La oficina regional UNICEF, en cabeza de Teresa Albanes, inició el apoyo y difusión del método en distintos países de Latinoamérica.  
En mayo de 1991, fueron galardonados por la Organización Mundial de la Salud con el premio Sasakawa para la Salud los doctores Edgar Rey Sanabria, y Héctor Martínez Gómez y entre 1992 y 1993 se realizó el primer programa de investigación sobre el método madre canguro por un grupo de investigadores liderado por la Dra. Nathalie Charpak, pediatra y científica colombiana y el  Dr. Juan Gabriel Ruiz como epidemiólogo y que luego se agruparan en una nueva entidad la Fundación Canguro ( www.fundacioncanguro.co) donde entró la Dra. Zita Figueroa de Calume como neonatóloga. Estos 3 profesionales van a impulsar la evaluación y  la difusión del método Madre Canguro en Colombia y en el mundo durante más de 20 años.  
«Cuidado de la Madre Canguro» como término, fue reafirmado en una reunión de cerca de 30 investigadores durante una convención en una reunión convenida por el Dr. Adriano Cattaneo y colegas en noviembre de 1996 en Trieste, Italia, junto con la Organización Mundial de la Salud representada por el Dr. Jelka Zupan.
Las investigaciones científicas  de la Fundación Canguro demuestran que los bebés tratados con el método canguro tienen posibilidad de sobrevivencia. Aquellos que duran más tiempo cargados en posición canguro son menos hiperactivos, menos agresivos cuando son comparados con el grupo control; desarrollan una mejor motricidad fina y menos incidencia de ausentismo escolar [cita requerida]. La Dra. Charpak ha liderado desde 1989 el grupo de una nueva generación de médicos que busca expandir a escala global el proyecto canguro.
En efecto, «cuando la madre tiene baja escolaridad, tenemos un mayor impacto sobre el resultado de los niños, lo que se explica porque Canguro es una intervención multidisciplinaria y parte de lo que hacemos es que estamos cambiando el comportamiento de estas madres al aumentar su sensibilidad hacia las necesidades de sus hijos». [cita requerida]

## Aplicabilidad
El MMC puede tener diversos marcos de aplicabilidad, según el objetivo y la finalidad de su uso. En ese sentido, puede tener los siguientes objetivos:
- Método de Engorde y cuidado. Se da en el contexto de un recién nacido sin enfermedades graves y estable clínicamente, cuyos únicos problemas son la incapacidad de regulación de su propia temperatura y el bajo peso.
- Como primera alternativa de cuidado del neonato.  Se da en contextos de bajos recursos, donde no existe Unidad de Recién Nacidos y la única alternativa es el método madre canguro.
- Como parte del manejo en unidades de cuidados intensivos neonatal. Su finalidad es la humanización de la neonatología del inicio temprano del contacto entre la madre y el niño.

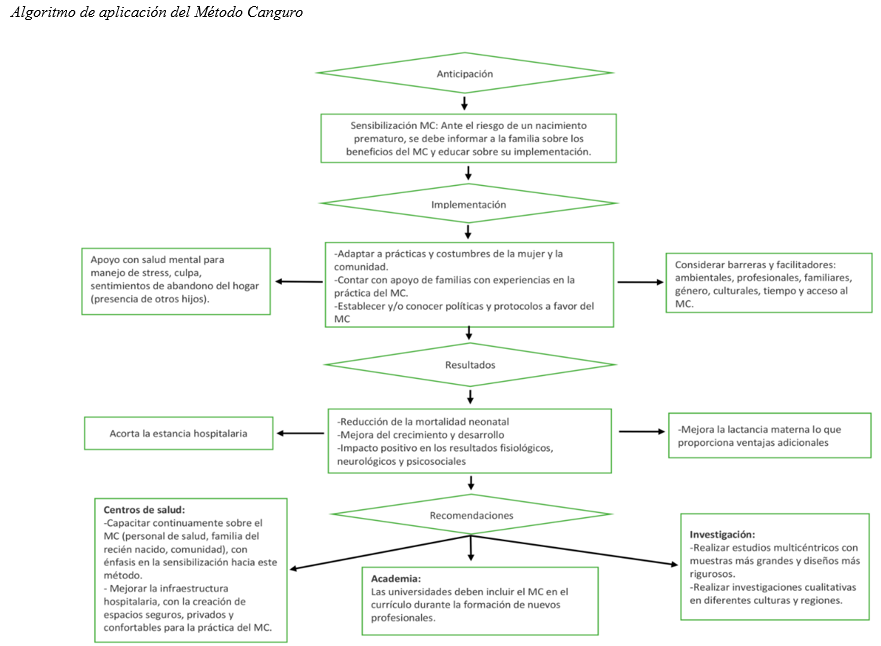
Algoritmo método canguro

Todavía en México la estructura y organización de las distintas instituciones ya sean públicas o privadas no permite un inicio temprano de la aplicación de esta técnica a comparación de otros países en los cuales un neonato con vetilación asistida y hemodínamia estable puede iniciarla sin complicación alguna.[cita requerida]

## Indicaciones y condiciones necesarias
El MMC, como estrategia de engorde y cuidado, está indicado en las siguientes situaciones:
- Recién nacidos pretérmino (antes de las 37 semanas) independiente del peso.
- Cualquier recién nacido con peso menor de 2500 gramos.

### Condiciones del neonato
Debe tenerse en cuenta que dichas indicaciones implican que se cumplan ciertas condiciones médicas y de adaptación del niño. Es decir, el niño debe estar estable clínicamente, lo cual implica:
- Signos vitales estables
- Ausencia de hipoxemia y bradicardia con la manipulación
- Ausencia de apneas primarias

### Condiciones del equipo de salud
El inicio del MMC se debe realizar en un centro con un programa específico para tal fin y con el recurso humano y locativo mínimo para lograr un seguimiento multidisciplinario e integral del bebé y la madre.

## Componentes del método
El MMC se configura como una serie de estrategias concatenadas para el logro del cuidado del neonato prematuro o de bajo peso. Por ello, tiene diferentes componentes, que se describen a continuación.

### Posición Canguro

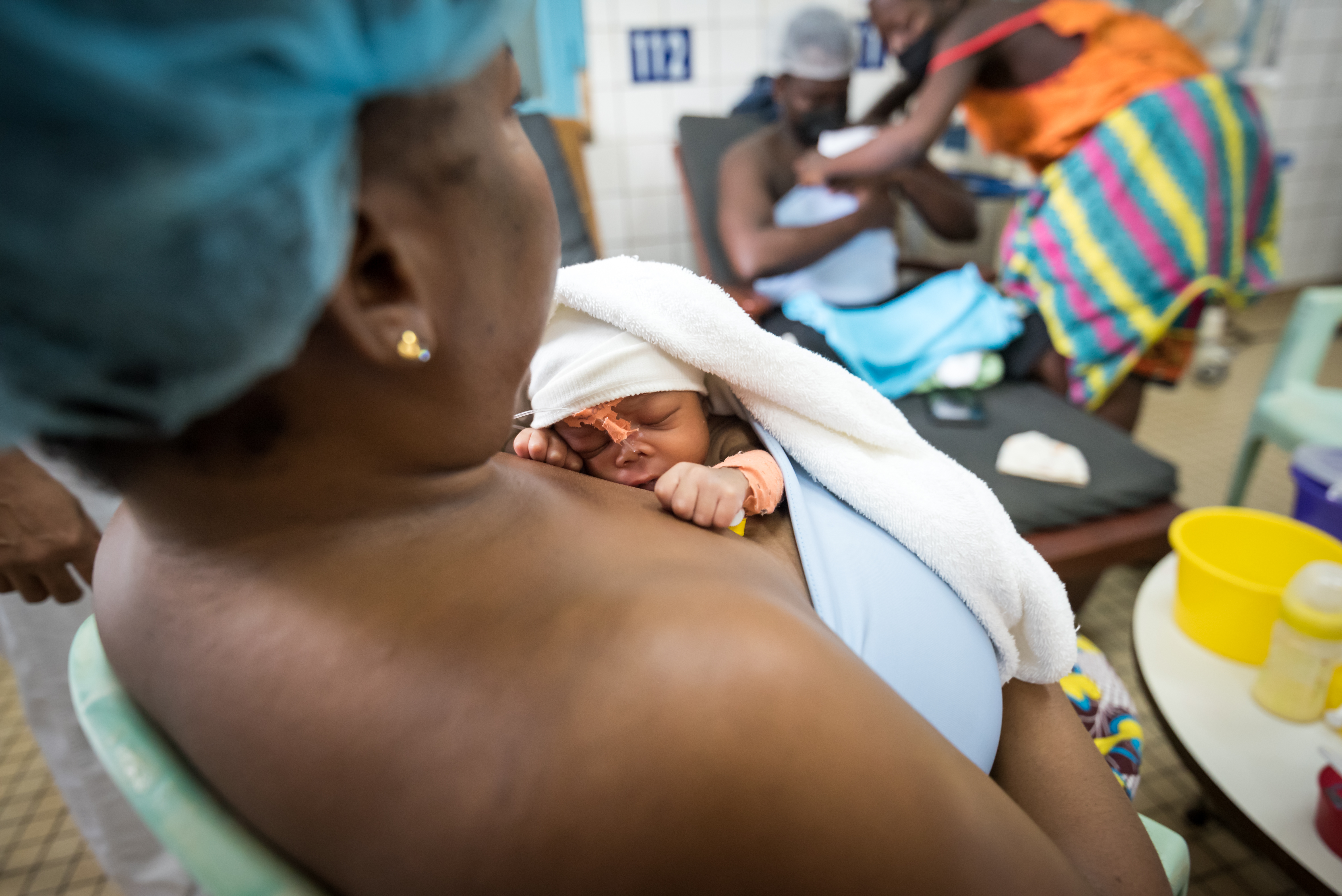
Posición canguro

Consiste en el contacto piel a piel las 24 horas del día, en una posición vertical permanente del niño y para lo cual puede usarse un elástico que ayude a sostenerlo, el cual disminuye el esfuerzo de la madre o quien haga las veces de canguro y evita la apnea obstructiva posicional. La posición canguro ideal debe ser:
- Continua: con el mínimo de interrupciones
- Prolongada: Idealmente 24 horas del día y no menos de 2 horas consecutivas.
- Duradera: tanto como el bebé lo necesite.

La posición canguro da calor al niño, establece y fortalece el vínculo afectivo entre el niño y la madre, y protege al niño de agentes externos.

### Lactancia Materna
La nutrición canguro se basa en la lactancia materna. Debe ser exclusiva hasta los 6 meses y su vía de administración es oral y directa en los niños con capacidad de succión y deglución. La meta inicial es un aumento de 15 g/(kg*día). En situaciones específicas puede ser necesaria la suplementación de la leche materna o el uso de mezclas artificiales adicionales.

### Egreso temprano y oportuno
El egreso hospitalario para seguir el MMC en el hogar se fundamenta en la transferencia gradual del cuidado emocional y físico a la madre hacia el niño (lo cual implica el haber iniciado la posición canguro y la lactancia materna) y que se garantice un seguimiento ambulatorio oportuno e integral.
El egreso de la Unidad de Recién Nacidos se basa en los siguientes criterios:
- Adaptación canguro exitosa (a la posición canguro y lactancia materna).
- Capacidad del niño para succionar-deglutir-respirar de manera coordinada.
- Disposición y convencimiento de la familia para seguir los lineamientos propuesta y para cumplir la asistencia al seguimiento ambulatorio.
- Acceso a un Programa de Madre Canguro ambulatorio.

Debe tenerse presente que ni el peso ni la edad son criterios de egreso.

### Seguimiento Ambulatorio
El seguimiento ambulatorio se caracteriza como multidisciplinario e integral porque implica la participación de varias profesiones (e.g. pediatría, enfermería, psicología, trabajo social, entre otras. Tiene las siguientes fases:
- Seguimiento diario inicial. Implica el seguimiento y control de peso estricto, hasta que se logre una ganancia diaria de 15 g/(kg*día).
- Seguimiento semanal. A partir del logro de la ganancia de peso mínima hasta que se cumplan las 40 semanas (en el caso del prematuro) y se llegue a 2500 gramos (en el caso del prematuro o nacido a término con bajo peso al nacer).
- Seguimiento hasta el año de edad corregida. Se fundamenta en que los niños canguro son de alto riesgo para alteraciones del crecimiento pondoestatural y psicomotor.

Aspectos abordados en el seguimiento:
- Ganancia de peso y talla
- Soporte nutricional (complemento vitamínico y de micronutrientes)
- Prevención de diversos fenómenos (e.g. reflujo, apnea primaria del prematuro)
- Tamización (e.g. oftalmológica, neurológica)

### Desafíos y futuro
El método canguro, se destaca como una intervención segura y de bajo costo que puede prevenir complicaciones asociadas con la prematuridad. No obstante, se requiere más evidencia sobre sus efectos en la fisiología y en el crecimiento y desarrollo de los neonatos. Aunque los resultados consistentes en diversos contextos apoyan su uso generalizado, todavía es necesario determinar aspectos como la duración diaria óptima, los roles parentales, la inclusion efectiva del padre y otros familiares,  los beneficios inmunológicos y su aplicación en pacientes bajo fototerapia, entre otros. Además, futuras investigaciones cualitativas ayudarán a implementar el MC de manera culturalmente adaptada. Se necesitan más estudios para resolver las discrepancias y establecer recomendaciones basadas en una evidencia más sólida y homogénea.